# Madona se zvířátky
Madona se zvířátky je kresba asi z roku 1503, jejímž autorem je Albrecht Dürer. Dílo má rozměry 32 × 24 cm. Kresba je částečně doplněna akvarelem. Kresba je součástí  sbírek galerie Albertina ve Vídni. 

## Popis
Madona je zobrazena sedíc v krajině s knihou na klíně. Ježíšek na jejím klíně se ale zajímá daleko více o ptáky a zvířátka, která se nacházejí v jeho okolí.
Ježíšek si nevšímá přírodních zázraků kolem sebe a ukazuje na Josefa, jehož malá postava stojí poblíž domu. Zdá se, že si povídá s čápem. Výjev vypráví mnoho příhod z příběhu panenského zrození Páně. Anděl se snáší z nebe, aby o Kristově příchodu zpravil pastýře pasoucí svá stáda ve svahu. Na levé straně obrazu dorazily lodě tří králů a mágové vyrážejí se svými družinami.
Tento okouzlující obraz se od nesčetných vyobrazení narození Páně odlišuje zázraky přírody, jež do něj Albrecht Dürer zahrnul. Papoušek usazený na kůlu po boku Panny Marie byl prorokem, který oznámil její příchod. Dürer tohoto ptáka nakreslil podle dřívější studie. Umělec papoušky miloval a později během své cesty do Holandska v roce 1521 si pořídil několik živých jedinců. Hned pod papouškem je zelený datel, připravený vyklepat píseň chvály. V levém dolním rohu velký roháč škádlí věrného, ale ospalého pejska Panny Marie, jemuž na zádech polehoučku přistál motýl.
Všechna stvoření mají svůj význam. Uvázaná liška značí zlo. Dvě sovy u pařezu představují síly temnoty, ale Kristovo objevení se jim odejmulo jejich moc. V pravém dolním rohu je krab. Je jako ten, kterého Dürer namaloval při své první návštěvě Benátek. Mezi dalšími tvory jsou hlemýžď, vážka, dvojice labutí, červenka, můra a konipas bílý.
Dürer do své perem a tuší namalované kresby jemně přidal barevné odstíny, modré pro oblohu a vodu, řadu zelených pro krajinu a trochy červené pro květiny. Výsledné dílo je mimořádně jemné, zobrazuje Pannu Marii s dítětem s velkou něhou a s nádechem vtipnosti. Tento obrázek má dvě další podání. Práce mohla být zamýšlena jako črta pro navrhovanou rytinu.